# جون جای-هونگ
جون جای هونگ (زاده ۱۹۷۷) کارگردان و فیلمساز اهل کره جنوبی است.

## آشنایی با کیم کی دوک
جون جای هونگ بعد انتشار فیلم خانه خالی شیفته این فیلم شد و بعد از آشنایی با کیم کی دوک اعلام کرد که زندگی او تغیر پیدا کرده‌است. او سپس دستیار این کارگردان مطرح سینمای کره جنوبی شد.

## فیلم‌شناسی
| سال  | نام فیلم | کارگردان | نویسنده | دستیار کارگردان | توضیحات | منبع |
| ---- | -------- | -------- | ------- | --------------- | ------- | ---- |
| ۲۰۰۸ | زیبا     | آری      | آری     |                 |         |      |
| ۲۰۱۱ | پونگسان  | آری      |         |                 |         |      |